# Mohamed Esnany
Mohamed Esnany (Trípoli, 13 de maio de 1984) é um futebolista líbio que atua como meia.

## Carreira
Mohamed Esnany representou o elenco da Seleção Líbia de Futebol no Campeonato Africano das Nações de 2012.